# IC 816
IC 816 је спирална галаксија у сазвјежђу Дјевица која се налази на листи објеката дубоког неба у Индекс каталогу.
Деклинација објекта је + 9° 51' 4" а ректасцензија 12h 46m 46,2s. Привидна величина (магнитуда) објекта IC 816 износи 14,0 а фотографска магнитуда 14,8. IC 816 је још познат и под ознакама UGC 7944, MCG 2-33-19, CGCG 71-38, VCC 2044, NPM1G +10.0317, PGC 43111.